# Castell de Forna
El castell de Forna és una fortalesa situada al terme municipal de l'Atzúbia, dalt del nucli de Forna (Marina Alta). És d'estil àrab-templari i es construí al segle xiii a partir de restes de la torre nord-est. Posteriorment es va reformar, als segles xv i xvi.

## Història
Possiblement data de finals del segle xii, amb l'edificació de la torre nord-est, construïda en l'època dels almohades. Va estar en possessió del cabdill àrab Al-Azraq fins que el va conquerir Jaume I, que el va cedir l'any 1258 a Arnau de Romaní.
El castell està situat en un lloc estratègicament important, podria controlar una ruta important del trànsit. Al segle xv se'n feu una reconstrucció que el va transformar en una residència feudal. En aquell moment era propietat de la família dels Cruïlles, més tard, en el segle xvii, la possessió es van traslladar a la família de Júlia Figuerola.
Va ser declarat Bé d'Interés Cultural amb categoria de Monument. L'any 2003 va ser restaurat.

## Descripció

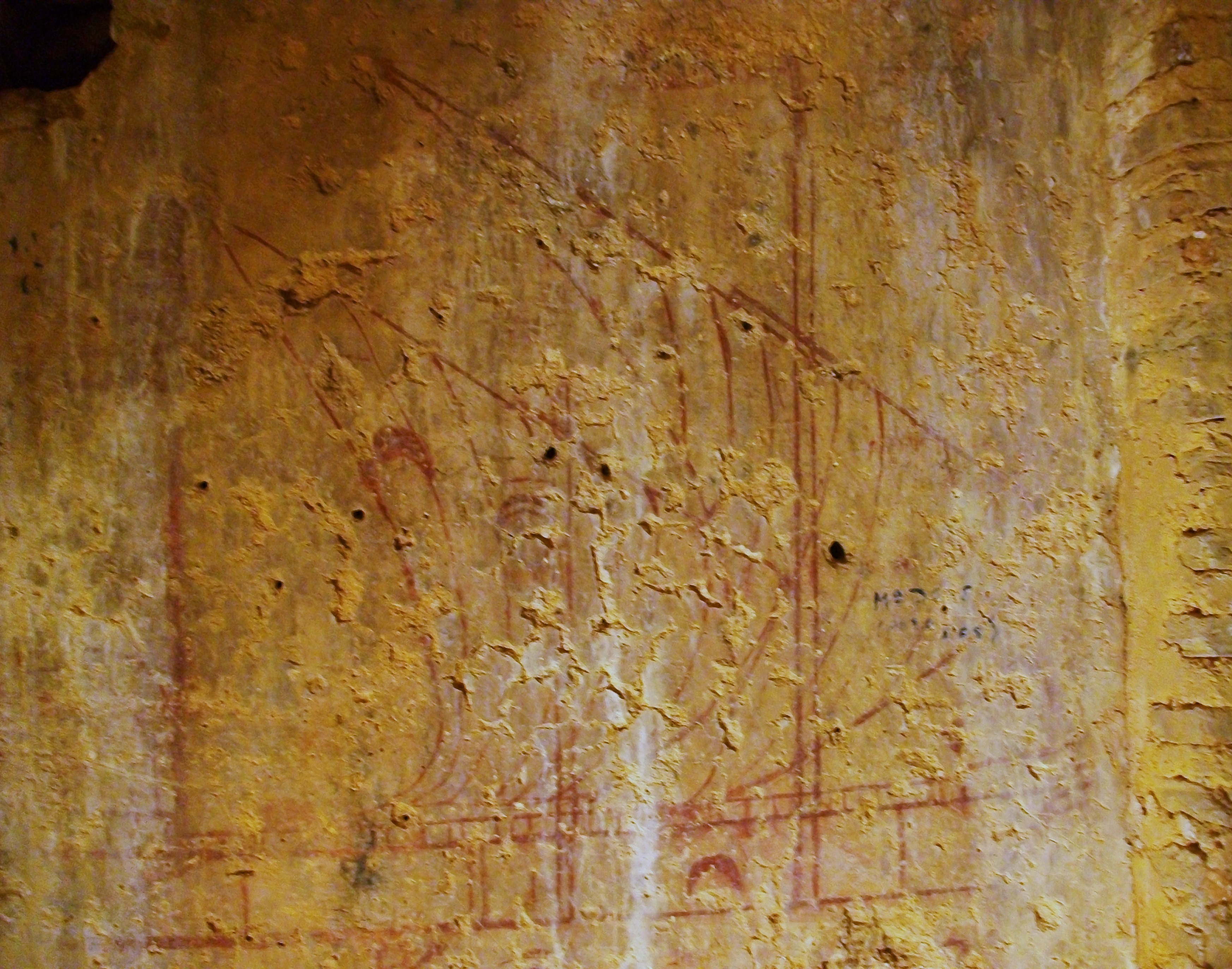
Pintura mural amb representació d'un vaixell.

Tot i ser un castell, té unes característiques més de palau que d'una fortificació. De planta més o menys quadrada, té dues altures amb pati central (a doble altura i amb un aljub al centre) i una torre a cada cantó. Com a sistema constructiu s'utilitza el tapial sobre maçoneria amb les obertures remarcades amb rajoles. La porta d'accés al castell es troba al costat nord, entre dues torres.
El castell pertany al gòtic valencià amb una tipologia similar als castells d'Albalat dels Sorells, Bétera, i Alaquàs. Es troba en un relatiu bon estat de conservació, sense haver patit canvis substancials en el seu estat original.
Les poques obertures a l'exterior que té, tractant-se d'un edifici militar, són en forma d'arc apuntat. El pati central servix de distribuïdor de les estances, a la primera planta les cavallerisses, la cuina, el menjador i una gran sala amb grans finestres que donen al pati, a la planta superior es troben les habitacions.
Les torres són semiindepentents arquitectònicament. A la torre del nord-est, més gran que la resta, hi ha una sala coberta amb volta de creueria. A la torre nord hi destaquen les pintures murals conservades al nivell inferior, que representen, entre altres coses, escenes amb vaixells, cavallers i motius zoomorfs.